# Corum (relojes)

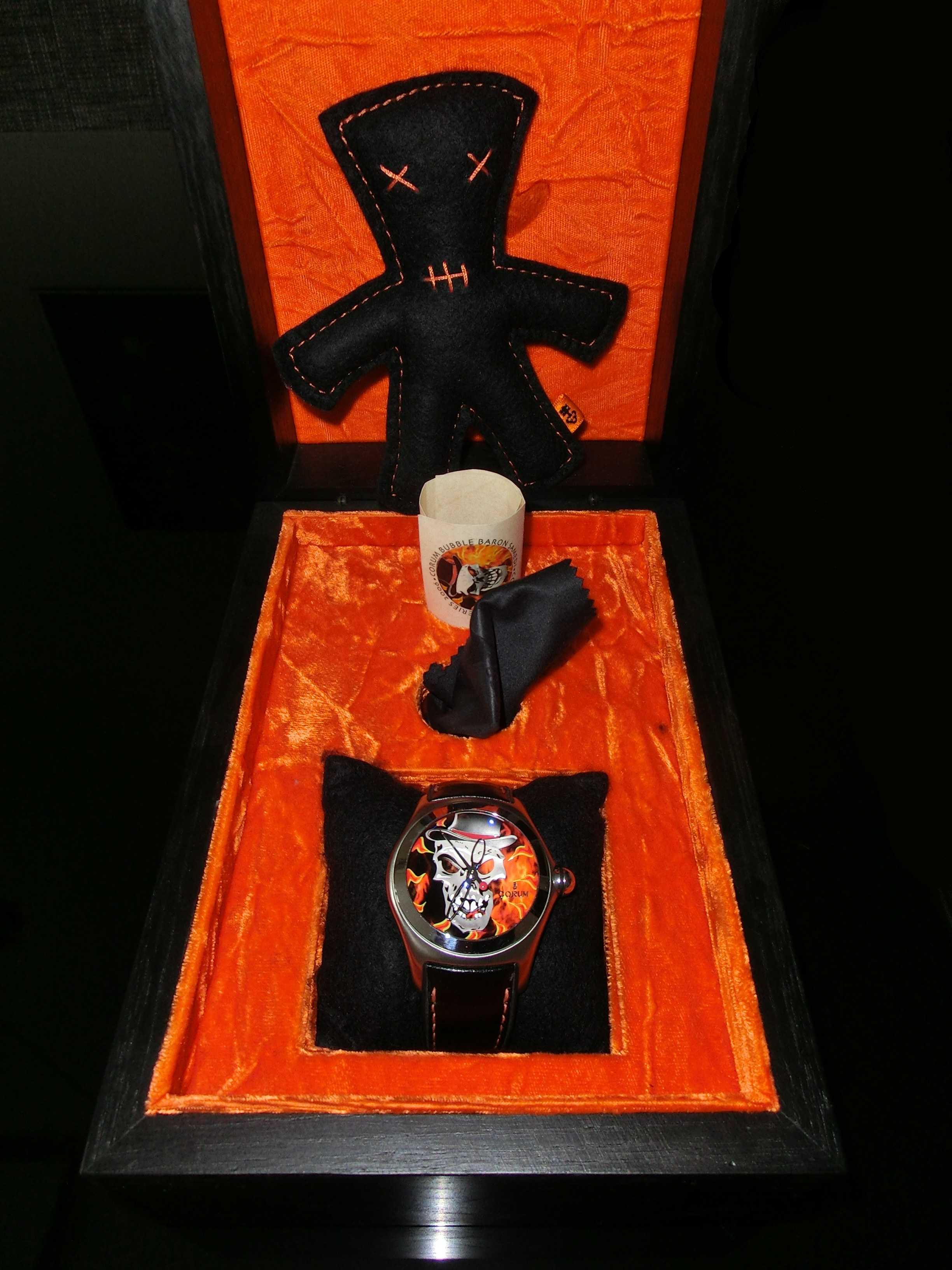
Reloj Corum "Bubble Barón Samedi" de acero inoxidable, con la caja del reloj

Montres Corum Sàrl, comúnmente conocida como Corum, es un fabricante de relojes con sede en La Chaux-de-Fonds, en el Cantón de Neuchâtel (Suiza). Fundada en 1955, la firma produce relojes de alto precio, muchos de los cuales son ediciones limitadas. La serie de relojes de referencia de Corum es su serie "Admiral's Cup". La empresa es propiedad del Citychamp Watch & Jewellery Group Limited, con sede en Hong Kong, junto con Eterna. Ambas empresas de relojes suizos están gestionadas por un comité compuesto en la década de 2020 por Yeznig Magdhessian, Soon Boon Chong y Maxime Ranzoni.
Corum también fue el fabricante de los relojes de la Serie Mundial de Póquer que acompañaron al Brazalete de la Serie Mundial de Póker en 2007, y a partir de ese año se convirtió en el fabricante de los brazaletes que reconocen a los vencedores de la competición.

## Historia
Corum fue fundada en 1955 en La Chaux-de-Fonds, Suiza, por Gaston Ries y su sobrino, René Bannwart. Los primeros relojes Corum se produjeron un año después.
Al poco tiempo de haberse fundado, la firma Corum presentó un reloj fabricado con una moneda de oro de 20 dólares, que fue un éxito de ventas instantáneo, y se convirtió en una de sus piezas emblemáticas. La firma también es conocida por sus "World Premiers". Cada año, ha producido diversas piezas de edición limitada.
Desde el año 2000 la dirección de la compañía ha experimentado diversos cambios. En enero de 2000, la firma fue adquirida por un nuevo propietario y presidente, Severin Wunderman, quien falleció el 25 de junio de 2008 a la edad de 69 años, siendo sustituido por René Bannwart en enero de 2010, quien a su vez murió a la edad de 95 años.
En abril de 2013, Corum fue comprada por el grupo China Haidian Holdings Limited, posteriormente conocido como Citychamp Watch & Jewellery Group.

## Modelos
Su gama incluye relojes de pulsera deportivos, como el Admiral's Cup presentado en 1960 como homenaje a la regata Admiral’s Cup; el Bubble reconocible por su esfera recubierta con un cristal de zafiro enorme e inusual; o el Buckingham, lanzado en la década de 1960 y todavía en producción 60 años después. Otros modelos, como el Romulus y el Golden Bridge tienen su maquinaria a la vista.
Así mismo, dispone de relojes equipados con tourbillon y relojes moneda, con movimientos automáticos, de cuerda manual o de cuarzo, y la gama de relojes Artisan de edición limitada.